# Розарівілл (Меріленд)
Розарівілл (англ. Rosaryville) — переписна місцевість (CDP) в США, в окрузі Графство принца Георга штату Меріленд. Населення — 11 548 осіб (2020).

## Географія
Розарівілл розташований за координатами 38°46′4″ пн. ш. 76°49′41″ зх. д. / 38.76778° пн. ш. 76.82806° зх. д. (38.767687, -76.828069).  За даними Бюро перепису населення США в 2010 році переписна місцевість мала площу 23,83 км², з яких 23,78 км² — суходіл та 0,04 км² — водойми.

## Демографія
Згідно з переписом 2010 року, у переписній місцевості мешкало 10 697 осіб у 3474 домогосподарствах у складі 2820 родин. Густота населення становила 449 осіб/км².  Було 3625 помешкань (152/км²).
Расовий склад населення:
| - 81,9 % — чорних або афроамериканців - 12,2 % — білих - 1,6 % — азіатів - 0,4 % — корінних американців - 0,1 % — вихідців з тихоокеанських островів - 1,0 % — осіб інших рас |

До двох чи більше рас належало 2,9 %. Частка іспаномовних становила 3,0 % від усіх жителів.
За віковим діапазоном населення розподілялося таким чином: 27,0 % — особи молодші 18 років, 65,4 % — особи у віці 18—64 років, 7,6 % — особи у віці 65 років та старші. Медіана віку мешканця становила 39,5 року. На 100 осіб жіночої статі у переписній місцевості припадало 94,1 чоловіків;  на 100 жінок у віці від 18 років та старших — 89,4 чоловіків також старших 18 років.
Середній дохід на одне домашнє господарство  становив 131 358 доларів США (медіана — 117 286), а середній дохід на одну сім'ю — 133 458 доларів (медіана — 127 587). Медіана доходів становила 65 490 доларів для чоловіків та 77 482 долари для жінок. За межею бідності перебувало 4,4 % осіб, у тому числі 6,6 % дітей у віці до 18 років та 7,5 % осіб у віці 65 років та старших.
Цивільне працевлаштоване населення становило 6308 осіб. Основні галузі зайнятості: публічна адміністрація — 23,0 %, освіта, охорона здоров'я та соціальна допомога — 19,0 %, науковці, спеціалісти, менеджери — 14,9 %, роздрібна торгівля — 12,7 %.